# Ivan Cvetković
Ivan Cvetković (in serbo Иван Цветковић?; Prizren, 12 febbraio 1981) è un calciatore serbo, centrocampista del Prilike.

## Carriera
Ha giocato nella massima serie dei campionati serbo, russo e kazako.